# Joachim Mrugowsky
Joachim Mrugowsky (15 août 1905 à Rathenow - 2 juin 1948 à la prison de Landsberg) est un médecin allemand connu pour son travail au sein de la Waffen-SS, où il était chef de l'Institut d'hygiène. Hygiéniste, professeur adjoint, docteur en médecine, il était aussi l'hygiéniste en chef de la SS de médecine, Standartenführer à la Waffen-SS et condamné au procès des médecins, premier de la série des procès de Nuremberg.

## Biographie
Son père est médecin généraliste, tué au début de la Première Guerre mondiale.
En 1925 Mrugowsky commence ses études en sciences naturelles et médecine à l'université de Halle et les y complète en 1930-1931 avec un doctorat en médecine et un doctorat en sciences naturelles.
Mrugowsky s'intéresse à l'idéologie nazie dès 1930. Il devient d'abord chef d'un groupe de l'Association des étudiants allemands national-socialistes, puis membre du Parti national-socialiste (membre n°210 049). Il rejoint la Schutzstaffel (SS) en 1931, où il grimpe rapidement les rangs jusqu'à devenir Standartenführer de la SS et de la Waffen-SS.
Après un stage de deux ans, il devient en 1933 assistant à l'Institut d'hygiène de l'université de Halle. En 1937, Heinrich Himmler le nomme à l'Institut d'hygiène de la SS à Berlin avec le grade de Sturmbannführer.
En 1940 il participe à la conquête de l'Europe occidentale en tant que médecin dans la 2e division SS Das Reich.
Il est impliqué dès 1943 dans de nombreuses expériences médicales, sauf celles concernant l'aviation, qui se firent sur des prisonniers des camps de concentration.
Il devient professeur adjoint d'hygiène à l'université de Berlin en septembre 1944.
Il est condamné à mort au Procès des médecins en août 1947 et exécuté le 2 juin 1948.

### Source
- (en) Cet article est partiellement ou en totalité issu de l’article de Wikipédia en anglais intitulé « Joachim Mrugowsky » (voir la liste des auteurs).